# Faro de Lobito
El Faro de Lobito (en portugués: Farol do Lobito)  es un faro situado en la parte superior de los acantilados en el lado este de la entrada del puerto y la bahía de Lobito, frente a la punta del banco de arena al norte de la ciudad del mismo nombre, en la provincia de Benguela, en el país africano de Angola. 
Consiste en una torre de mampostería cilíndrica con linterna y galería, además de una pequeña casa de cuidadores. el Faro pintado de blanco, tiene además una amplia barra roja. Como es visible, la luz parece, al menos desde 1999, montada en un poste blanco con franjas rojas estrechas, a poca distancia del faro primitivo, que funciona con energía solar. El puerto de Lobito es la terminal  de la línea Benguela del ferrocarril, que sirve a las minas de Zambia y el suroeste de la República Democrática del Congo.